# Francisco Camarasa
Francisco José Camarasa Castellar, deportivamente conocido como Camarasa (Rafelbunyol, Valencia, España, 27 de septiembre de 1967), es un exfutbolista español que jugó de defensa central o líbero y donde desarrolló toda su carrera deportiva fue en el Valencia CF, jugando 12 años en el primer equipo y retirándose en su equipo filial. Fue internacional en 14 ocasiones con la Selección española de fútbol, disputando además el Mundial de Estados Unidos de 1994. Fue delegado del primer equipo del Valencia Club de Fútbol desde enero de 2017 hasta agosto de 2020, tras haberlo sido varios años en el filial de Segunda B,

## Trayectoria

### Como jugador
Es hijo de Vicente Camarasa Constante, un histórico capitán del Levante UD en Primera División en los años 60.Es padre del capitán de Levante juvenil A Roberto Camarasa Calatayud.
Paco Camarasa también fue capitán pero en el Valencia CF, al igual que en el Valencia CF B durante los últimos años de su carrera deportiva. Era un defensa central que destacaba por la facilidad con la que llegaba al corte y sacaba la pelota jugada, siendo por tanto muy diferente de su compañero de defensa durante años en el Valencia CF, Fernando Giner. A pesar de su gran clase como futbolista, se prodigaba poco en el ataque, motivo por el que anotó tan pocos tantos a lo largo de su carrera.
Cuando era juvenil con 17 años tuvo una grave lesión que casi lo deja sin practicar el fútbol. Se rompió la tibia de la pierna derecha al pisar un balón.
Formado en el Mestalla, cantera del Valencia CF, debutó en el primer equipo de manera testimonial en la temporada 1987/88, formando parte del primer equipo en la temporada siguiente. Tras un par de buenas temporadas en las que no gozó de gran continuidad, es en la temporada 1990/91 cuando se asienta como titular indiscutible en el eje de la zaga ché, puesto que no abandonaría en siete temporadas.
Por su posición en el campo (era el encargado de ordenar la defensa), su fuerte personalidad, y el hecho de ser canterano, accedió a la capitanía del equipo compartiéndola con otro mito del valencianismo como fue el centrocampista Fernando Gómez Colomer.
Sin embargo en la temporada 1996/97 empezó a sufrir un calvario de lesiones de las que nunca se recuperó del todo. Todo ello se juntó con el hecho de que, cuando se recuperó, chocó con el entonces entrenador valencianista, Claudio Ranieri que le quitó la capitanía y prefirió convocar gente del filial antes que a él. 
No obstante, cuando el Valencia logró el título de la Copa del Rey en la temporada 1998/99, veinte años después de la última Copa valencianista en 1979, aunque Camarasa no era el capitán y su participación había sido escasa, levantó la Copa junto al entonces capitán Gaizka Mendieta y al héroe de aquella temporada Claudio López.
Al año siguiente, con la llegada al banquillo valencianista del técnico argentino Héctor Cúper, su situación empeoró todavía más. Nuevamente relegado de cualquier protagonismo, fue degradado al filial tras realizar unas declaraciones donde cuestionaba del trabajo del entrenador. 
Tras este último periodo en el Valencia B se retiró, siendo el único jugador de su generación (Giner, Voro, Fernando, etc) que consiguió alzar un título. Su generación fue considerada como una de las mejores que ha dado la cantera valencianista pese a que no consiguieron ningún título en el club, con la única excepción de la Copa de 1999 obtenida por Camarasa.

### Tras la retirada
Entrenó dos meses, de abril a junio de 2007, al Valencia Mestalla, y luego pasó a ser delegado del mismo equipo. Fue segundo entrenador de Sergio Ventosa en la temporada 2012/13 pero luego volvió a las funciones de delegado. 
En enero de 2017 se incorporó oficialmente como delegado del primer equipo del Valencia Club de Fútbol, que pasaba a ser entrenado por su compañero y amigo Voro hasta el final de temporada. Siguió como delegado hasta agosto de 2020, cuando el presidente Anil Murthy decidió prescindir de sus servicios en plena renovación del club.

## Selección nacional
Fue internacional con la Selección nacional de fútbol de España en 14 ocasiones. Su debut se produjo el 8 de septiembre de 1993 frente a Chile. Participó en la fase final del mundial de Estados Unidos de 1994.

### Participaciones en Copas del Mundo
| Mundial                        | Selección | Resultado        |
| ------------------------------ | --------- | ---------------- |
| Copa Mundial de Fútbol de 1994 | España    | Cuartos de final |

## Clubes
| Club          | País   | Año       |
| ------------- | ------ | --------- |
| CD Mestalla   | España | 1976-1988 |
| Valencia CF   | España | 1988-1999 |
| Valencia CF B | España | 1999-2000 |

## Palmarés

### Campeonatos nacionales
| Título              | Club        | País   | Año  |
| ------------------- | ----------- | ------ | ---- |
| Copa del Rey        | Valencia CF | España | 1999 |
| Supercopa de España | Valencia CF | España | 1999 |